# Meunasah Cut (Peudada)
Meunasah Cut is een bestuurslaag in het regentschap Bireuen van de provincie Atjeh, Indonesië. Meunasah Cut telt 378 inwoners (volkstelling 2010).